# Annie Adams Fields
Annie Adams Fields (Boston, 6 de junio de 1834 - 5 de enero de 1915) fue una escritora estadounidense. Entre sus escritos se encuentran colecciones de poesía y ensayos, así como varias memorias y biografías de sus conocidos literarios. También estaba interesada en el trabajo filantrópico. Pasó sus últimos años con la autora Sarah Orne Jewett.

## Adolescencia
Fields asistió a la Escuela para Señoritas de George B. Emerson, la escuela secundaria privada para niñas más influyente de Boston, donde a las estudiantes se les enseñaba a leer de forma independiente y se las capacitaba para apreciar la naturaleza. Siguió el consejo de Emerson sobre educación continua estudiando lenguas extranjeras, literatura, naturaleza, historia, libros de viajes y biografías, y cultivando el "poder de expresión". Por sugerencia suya, Fields comenzó a llevar un diario, aunque por lo general mantenía sus propios sentimientos al margen. A veces registraba buenos pensamientos o bellas imágenes que se presentaban o sugerían al observar, leer o conversar, y a menudo se concentraba en grabar las conversaciones de mesa de sus, a menudo, eminentes invitados. La mayor congruencia entre los consejos de Emerson a sus estudiantes y las actividades de Annie Field surge de su repetida insistencia en que "toda buena vida está necesariamente dedicada, directa o indirectamente, al servicio de la humanidad".

## Biografía

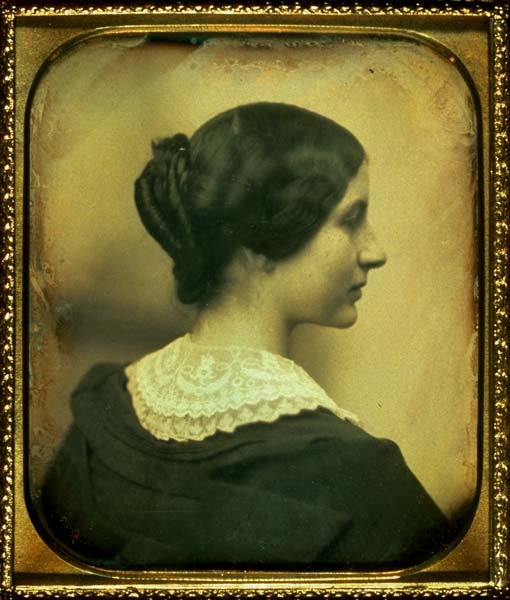
Daguerrotipo de la escritora estadounidense Annie Adams Fields (1834-1915).

### 1834–1881
Nació como Ann West Adams en Boston, Massachusetts, el 6 de junio de 1834, la sexta de siete hijos de Zabdiel Boylston Adams y Sarah May Holland Adams. Entre sus hermanos estaba su hermano Zabdiel Boylston Adams Jr. Cuando era niña, se matriculó en la Escuela para Señoritas de Boston dirigida por George Barrell Emerson, donde la animaron a leer, aprendió italiano, desarrolló un interés en la autoexpresión y llegó a apreciar la naturaleza.
Se casó con James T. Fields el 15 de noviembre de 1854 en la King's Chapel en Boston con un servicio dirigido por el reverendo Ezra Stiles Gannett. Para él, fue su segunda esposa; la primera fue prima de ella. Su marido era un editor respetado y bien establecido y con él impulsó a escritoras emergentes como Sarah Orne Jewett, Mary Eleanor Wilkins Freeman y Emma Lazarus. Se sentía igualmente cómoda con figuras grandes y establecidas, como Ralph Waldo Emerson o Harriet Beecher Stowe, cuya biografía compiló. En su casa en el 148 de Charles Street en Boston, estableció un salón literario habitual donde se reunían los autores. Fields también fue un filántropo y reformador social; fundó Holly Tree Inns, cafeterías que sirven comidas nutritivas y económicas, y Lincoln Street Home, una residencia segura y económica para mujeres trabajadoras solteras.
Fields y su esposo se hicieron amigos personales cercanos de muchos de los autores con los que trabajaba la editorial, y a menudo los recibían en su casa para cenas y pernoctaciones. En 1868, sin embargo, la amiga de Fields, Mary Abigail Dodge ("Gail Hamilton"), sospechó del mal trato que le daban Ticknor y Fields y creyó que merecía un pago de regalías más alto. James Fields inicialmente ignoró sus quejas. Dodge terminó abruptamente su amistad con Annie Fields en febrero. Un mes después, Fields registró su angustia por la situación en su diario: "No nos olvidamos de sentir todavía el salvajismo... de Gail Hamilton... ¡Realmente pensé que ella se preocupaba por mí! Y ahora, descubrir que era una simulación" o un trampolín es simplemente algo que hace temblar. ¡Y todo por un poco del pobre dinero de este mundo! Después de meses de disputa, Dodge publicó de forma anónima Una batalla de los libros en 1870 que narra sus experiencias negativas.

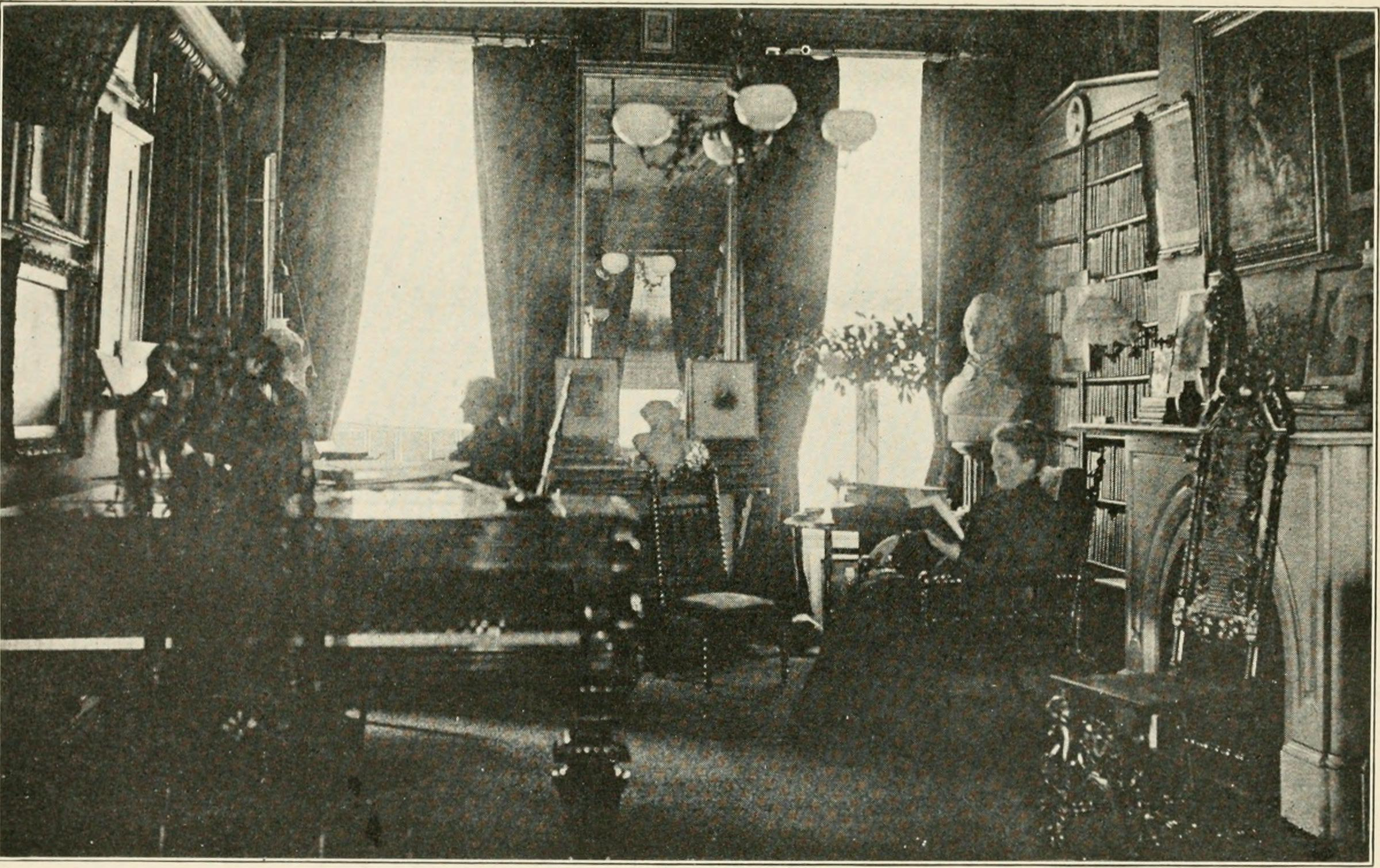
Fields en la biblioteca de su casa de Charles Street con su compañera Sarah Orne Jewett, publicado en 1922

Después de la muerte de su marido en 1881, ella continuó ocupando el centro de la vida literaria de Boston. El sello distintivo del trabajo de Fields es una profunda simpatía por sus amigos, quienes resultaron ser las principales figuras literarias de su tiempo.
Su amiga más cercana era Sarah Orne Jewett, novelista y cuentista a la que su marido había publicado en The Atlantic. Fields y Jewett vivieron juntas el resto de la vida hasta que Jewett murió en 1909. Jewett pasó el invierno de 1881-1882 con Fields en su casa de Boston inmediatamente tras la muerte de su marido. A partir de entonces, compartieron sus hogares durante aproximadamente la mitad del año. También viajaron juntas, incluso en 1882, cuando visitaron juntas Irlanda, Inglaterra, Noruega, Bélgica, Francia, Suiza e Italia. Durante el viaje, las redes de Fields les permitieron reunirse con autores europeos como Charles Reade, William Makepeace Thackeray y la familia de Charles Dickens. Visitaron Europa nuevamente juntas en 1892, 1898 y 1900.
Se especula sobre la naturaleza de su relación. La escritora inglesa Mary Cowden Clarke se refirió a Fields y Jewett como una "pareja de mujeres", pero más comúnmente se decía que tenían un "matrimonio de Boston". Después de la muerte de Jewett, Fields publicó Cartas de Sarah Orne Jewett en 1911, aunque se eliminaron pasajes profundamente personales a instancias de su amigo común Mark Antony De Wolfe Howe.

## Legado

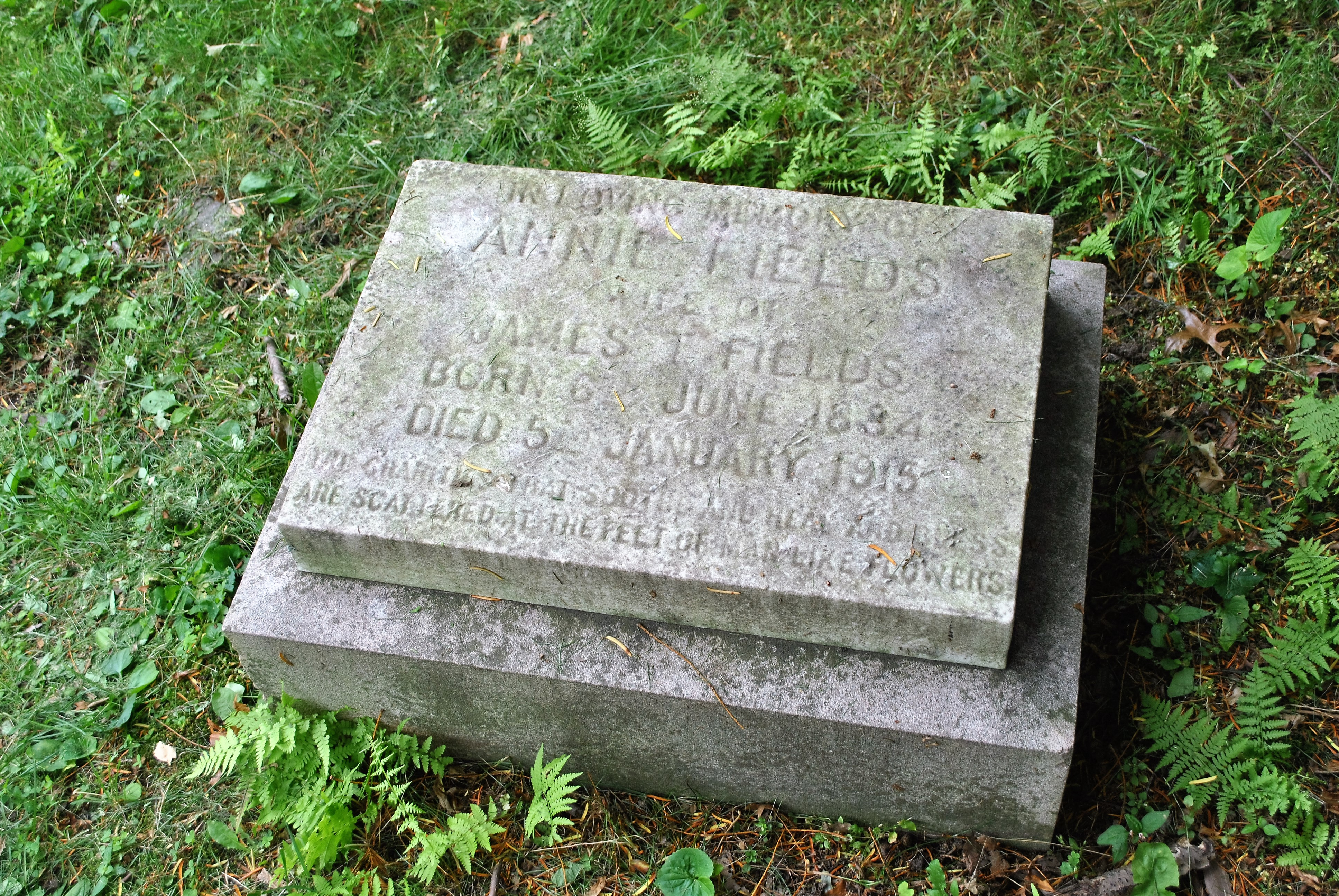
Lápida de Annie Adams Fields en el cementerio Mount Auburn, Cambridge, MA

Fields murió en 1915 y está enterrada en el cementerio Mount Auburn, Cambridge, junto a su marido. La importancia literaria de Fields reside principalmente en dos áreas: una es la influencia que ejerció sobre su marido en la selección de obras que serían publicadas por Ticknor and Fields, la principal editorial de la época. Él tuvo en cuenta el juicio de su esposa como reflejo del punto de vista de una mujer.
En segundo lugar, Fields editó importantes colecciones de cartas y bocetos biográficos. Sus temas incluyeron a su esposo, James T. Fields, John Greenleaf Whittier, Celia Thaxter y Harriet Beecher Stowe, así como la colección de cartas de Jewett. Si bien estos no son trabajos académicos críticos (la colección Jewett, especialmente, está muy editada), sí proporcionan material primario para el investigador. Su libro Authors and Friends (1896) es una serie de bocetos, los mejores de los cuales son de Harriet Beecher Stowe y Celia Thaxter. Los diarios de Fields permanecen inéditos, a excepción de extractos publicados por MA DeWolfe Howe en 1922.
Ella y su marido eran amigos de muchas de las principales figuras literarias de su época, como Willa Cather, Mary Ellen Chase, William Dean Howells, Henry James, Rudyard Kipling, Harriet Beecher Stowe, Alfred Tennyson, Oliver Wendell Holmes, Mark Twain, Sarah. Wyman Whitman, Henry Wadsworth Longfellow, Nathaniel Hawthorne, Lydia Maria Child, Charles Dudley Warner y John Greenleaf Whittier.
Fields sigue siendo una figura algo desconcertante. Sus escritos reflejan una orientación tradicional hacia el  sentimentalismo y el culto a la verdadera feminidad. Sin embargo, ella apoyaba la "emancipación de la mujer" y su asociación con Jewett y otros sugiere un lado menos tradicional. 
El lugar que ocupaba su casa en Charles Street es una parada en el Boston Women's Heritage Trail.

## Obra
- Oda (1863)
- Asfódelo (1866)
- Los niños del Líbano (1872)

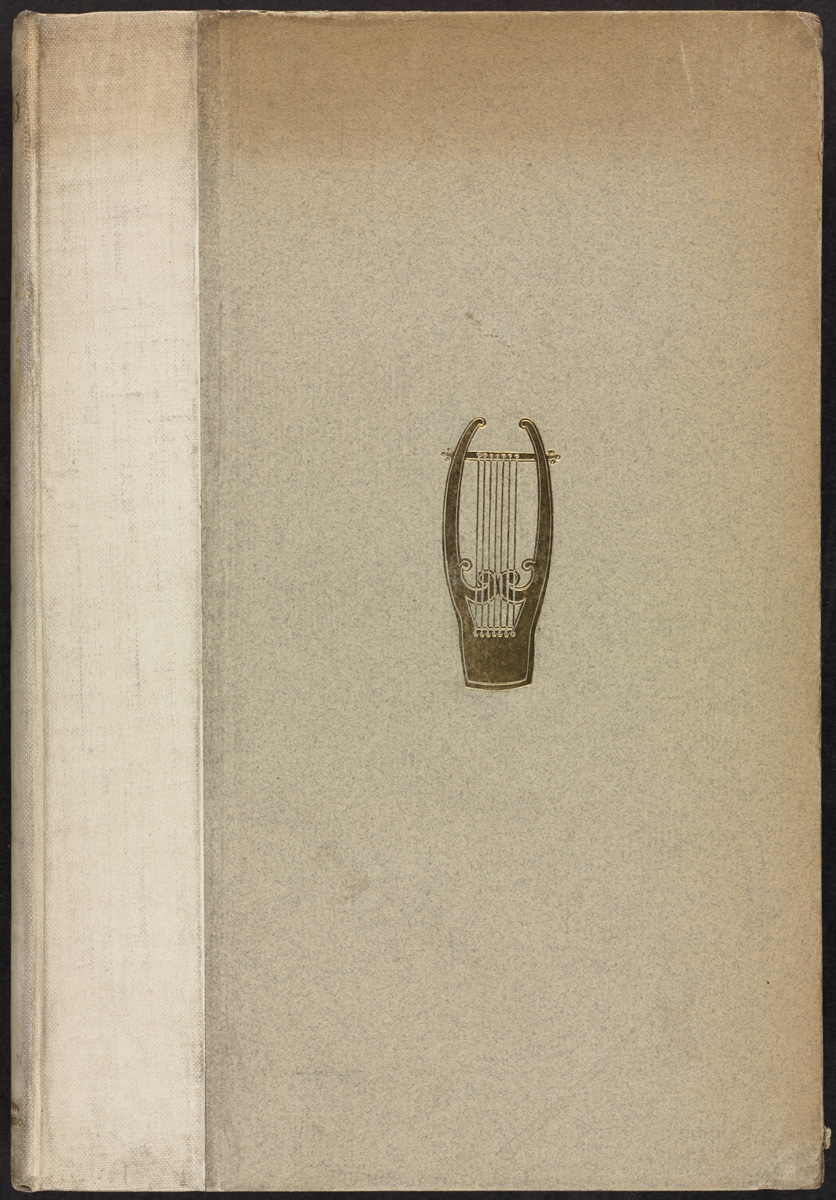
Orfeo: una máscara, 1900

- James T. Fields, notas biográficas y bocetos personales (1881)
- Bajo el olivo (1881)
- Whittier, Notas de su vida y de su amistad (1883)
- Fields se involucró mucho en el trabajo benéfico de Boston y escribió un manual de bienestar social, Cómo ayudar a los pobres (1883).
- Una semana lejos del tiempo (escrito de forma anónima, con otros, 1887)
- Un estante de libros antiguos (1894)
- Las cartas de Celia Thaxter (editado por Fields con R. Lamb, 1895)
- El pastor cantante y otros poemas (1895)
- Autores y amigos (1896)
- Vida y cartas de Harriet Beecher Stowe (editado por Fields, 1897)
- Nathaniel Hawthorne (1899)
- Orfeo: una máscara (1900)
- El regreso de Perséfone y Orfeo (1900)
- Charles Dudley Warner (1904)
- Fields editó las Cartas de Sarah Orne Jewett (ed., 1911)
- Recuerdos de una anfitriona (editado por MA De W. Howe, 1922)
- Los diarios inéditos de Annie Adams Fields se encuentran en la Sociedad Histórica de Massachusetts .

## Otras lecturas
- Cather, W., No menos de cuarenta (1936).
- Davis, AE, Una recuperación de la conectividad en los autores y amigos de Annie Adams Fields y un estante de libros antiguos (tesis, 1998).
- Harris, Susan K. El trabajo cultural de la anfitriona de finales del siglo XIX: Annie Adams Fields y Mary Gladstone Drew . Nueva York: Palgrave Macmillan, 2002.
- Howe, H., The Gentle Americans, 1864-1960: biografía de una raza (1965).
- Howe, MA De Wolfe, Recuerdos de una anfitriona (1922).
- Fields, A., 'Edición en microfilm de los artículos de Annie Adams Fields, 1852-1912 (microfilm, 1981). *Matthiessen, FO, Sarah Orne Jewett (1929).
- Nigro, CL, Annie Adams Fields: Voz femenina en un coro masculino (tesis, 1996).
- Richards, L., Un paso hacia el oeste (1931).
- Roman, J., Annie Adams Fields: El espíritu de Charles Street (1990).
- Spofford, HP, Un pequeño libro de amigos (1916).
- Tryon, WS, Parnassus Corner: Una vida de James T. Fields (1963).
- Winslow, HM, El Boston literario de hoy (1902).